# Rincón de Romos
Rincón de Romos est une municipalité de l'État d'Aguascalientes, au Mexique. Elle couvre une superficie de 376,77 km2 et compte 53 866 habitants en 2015.